# 34791 Ericcraine
34791 Ericcraine este o planetă minoră (asteroid) din centura de asteroizi. A fost descoperită pe 18 septembrie 2001 la Goodricke-Pigott Observatory⁠(d) de Roy A. Tucker⁠(d). 
Obiectul prezintă o orbită caracterizată de o semiaxă mare de 2,5771126 UAi, o excentricitate de 0,11, o înclinație de 3,0838 ° în raport cu ecliptica.